# Tribolia
Tribolia là một chi bọ cánh cứng trong họ Chrysomelidae.
Chi này được miêu tả khoa học năm 1933 bởi Chen.

## Các loài
Các loài trong chi này gồm:
- Tribolia obscura Medvedev, 1996
- Tribolia philippina Medvedev, 1993